# Silali
Silali är en kulle i Kenya.   Den ligger i länet Baringo, i den centrala delen av landet, 280 km norr om huvudstaden Nairobi. Toppen på Silali är 1 521 meter över havet.
Terrängen runt Silali är huvudsakligen kuperad. Silali är den högsta punkten i trakten. Trakten runt Silali är nära nog obefolkad, med mindre än två invånare per kvadratkilometer. Trakten runt Silali består i huvudsak av gräsmarker.